# Ostelsheim
Ostelsheim település Németországban, azon belül Baden-Württembergben. Lakosainak száma 2595 fő (2023. december 31.). Ostelsheim Gechingen, Althengstett, Weil der Stadt, Simmozheim és Grafenau községekkel határos.

## Népesség
A település népessége az elmúlt években az alábbi módon változott:
| Lakosok száma | 976  | 1423 | 1860 | 1927 | 2054 | 2202 | 2350 | 2451 | 2356 | 2595 |
|               | 1961 | 1967 | 1974 | 1980 | 1987 | 1993 | 2000 | 2006 | 2013 | 2023 |